# Abelisauroidea
Los abelisauroideos (Abelisauroidea) son una superfamilia de dinosaurios terópodos ceratosaurianos, que vivieron desde el Jurásico inferior hasta el Cretácico superior (hace aproximadamente entre 184 y 66 millones de años, desde el Toarciano hasta el Maastrichtiense), en lo que hoy es Sudamérica, Asia, África, Francia y Australia.

## Descripción
Este grupo tuvo una distribución geográfica casi exclusivamente restringida al hemisferio sur del planeta con la posible excepción del tarascosaurio. A raíz de la convergencia evolutiva y las relaciones filogenéticas, las formas meridionales y las septentrionales adoptaron características morfológicas similares.
Los abelisauroideos desarrollaron grandes cráneos con fuertes mandíbulas dotadas de dientes filosos, rasgos presentes en los tiranosáuridos de Laurasia. Los noasáuridos, por el contrario, fueron formas pequeñas de abelisauroideos.
Las vértebras de los abelisauroideos poseen un exclusivo y muy elongado proceso lateral, que sugiere la presencia de un tipo particular de musculatura anclada en dichas formaciones.

## Sistemática
Abelisauroidea se define como el clado más inclusivo que contiene a Carnotaurus sastrei  (Bonaparte, 1985) y a Noasaurus leali  (Bonaparte & Powell, 1980). Son todos los terópodos más emparentados con Carnotaurus que con los ceratosaurios.

### Taxonomía
- Superfamilia Abelisauroidea
  - Berberosaurus
  - Dahalokely
  - Genusaurus
  - Ozraptor
  - Spinostropheus
  - Tarascosaurus
  - Familia Noasauridae
    - Deltadromeus?
    - Laevisuchus?
    - Ligabueino
    - Masiakasaurus
    - Noasaurus
    - Velocisaurus
    - Berthasaura[1]

  - Familia Abelisauridae
    - Abelisaurus
    - "Bayosaurus"
    - Compsosuchus
    - Ilokelesia
    - Ekrixinatosaurus
    - Viavenator
    - Indosaurus
    - Indosuchus
    - Rugops
    - Vitakridrinda
    - Xenotarsosaurus
    - Subfamilia Ozraptorinae
      - Ozraptor
      - Berberosaurus

    - Subfamilia Carnotaurinae
      - Majungasaurus
      - Rajasaurus
      - Tribu Carnotaurini
        - Aucasaurus
        - Carnotaurus